# St. Nikolaus (Sinning)

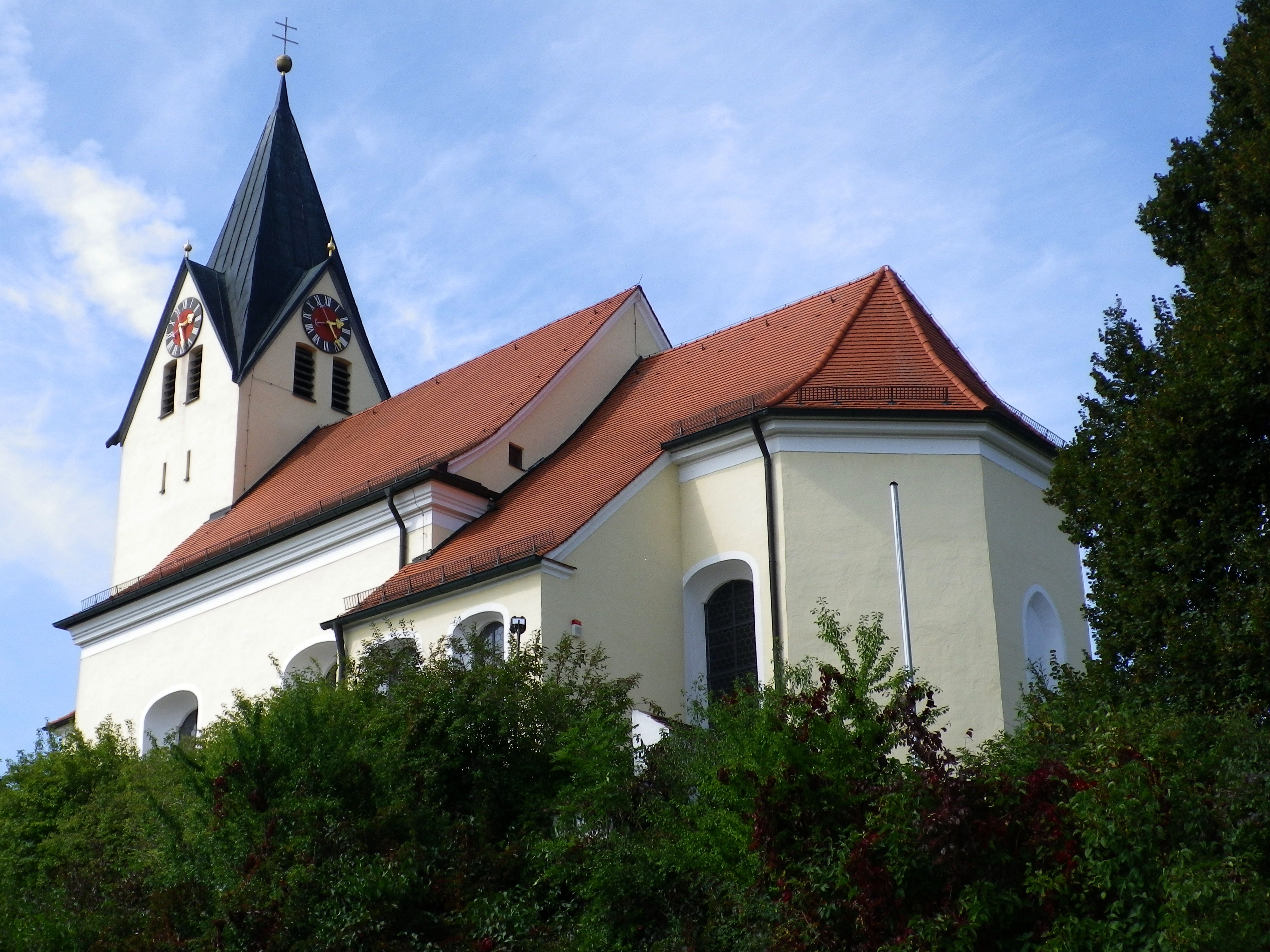
St. Nikolaus in Sinning

Die römisch-katholische Pfarrkirche St. Nikolaus steht in Sinning, einem Gemeindeteil von Oberhausen im oberbayerischen Landkreis Neuburg-Schrobenhausen. Sie ist in der Liste der Baudenkmäler in Oberhausen (bei Neuburg/Donau) unter der Nr. D-1-85-150-9 eingetragen. Die Kirche gehört zum Dekanat Neuburg-Schrobenhausen im Bistum Augsburg.

## Beschreibung
Die spätmittelalterliche Saalkirche wurde 1741/42 durch Johann Puchtler erweitert. Sie besteht aus dem Langhaus, dem eingezogenen, dreiseitig geschlossenen Chor im Osten, der Sakristei an der Südwand des Chors und dem Kirchturm im Westen, dessen untere Geschosse vom mittelalterlichen Vorgänger beibehalten wurden. Die Wände des Kirchturms schließen mit dreieckigen Giebeln ab, über denen sich der 1848 aufgesetzte spitze Helm erhebt. Oberhalb der Klangarkaden für das aus vier Glocken bestehende Geläut sind die Zifferblätter der Turmuhr angebracht. Der Innenraum ist mit Flachdecken überspannt.
Die Orgel mit 12 Registern, verteilt auf zwei Manuale und Pedal wurde 2008 von Stefan Heiß gebaut.